# Ambrosia (groupe)
Pour les articles homonymes, voir Ambrosia.
Ambrosia est un groupe américain de rock, originaire de Los Angeles, en Californie. Ambrosia tourne à l'international et travaille depuis longtemps avec Leonard Bernstein, Kurt Vonnegut Jr., Alan Parsons, Bruce Hornsby, puis avec Michael McDonald, entre autres. En 2015, le groupe sort un nouveau single et prévoit un nouvel album en 2018.

## Historique

### Formation
Le groupe est formé comme quatuor composé du guitariste/chanteur David Pack, du bassiste/chanteur Joe Puerta, du claviériste Christopher North, et du batteur Burleigh Drummond. La première formation d'Ambrosia se constitue à South Bay, à Los Angeles, puis se délocalise plus tard à San Pedro. Leurs influences musicales principales, comme beaucoup de leur génération de cette période, incluent les Beach Boys et Beatles.  Ambrosia mêle art rock symphonique et pop.
Le groupe se tourne vers Crosby, Stills, Nash and Young et commence à expérimenter les harmonies vocales. Après avoir assisté à un concert au Whisky-a-Go-Go en décembre 1969 pour voir un nouveau groupe inconnu, baptisé King Crimson, leur perception musicale change. Les musiciens, inspirés par l'ère rock progressif se popularise à l'échelle nationale. En 1971, un ami qui collaborait avec Hollywood Bowl les invite sur scène. Gordon Parry, ingénieur en chef du Bowl, se retrouve impressionné et invite le groupe à jouer au Philharmonic de Los Angeles.

### Années 1970

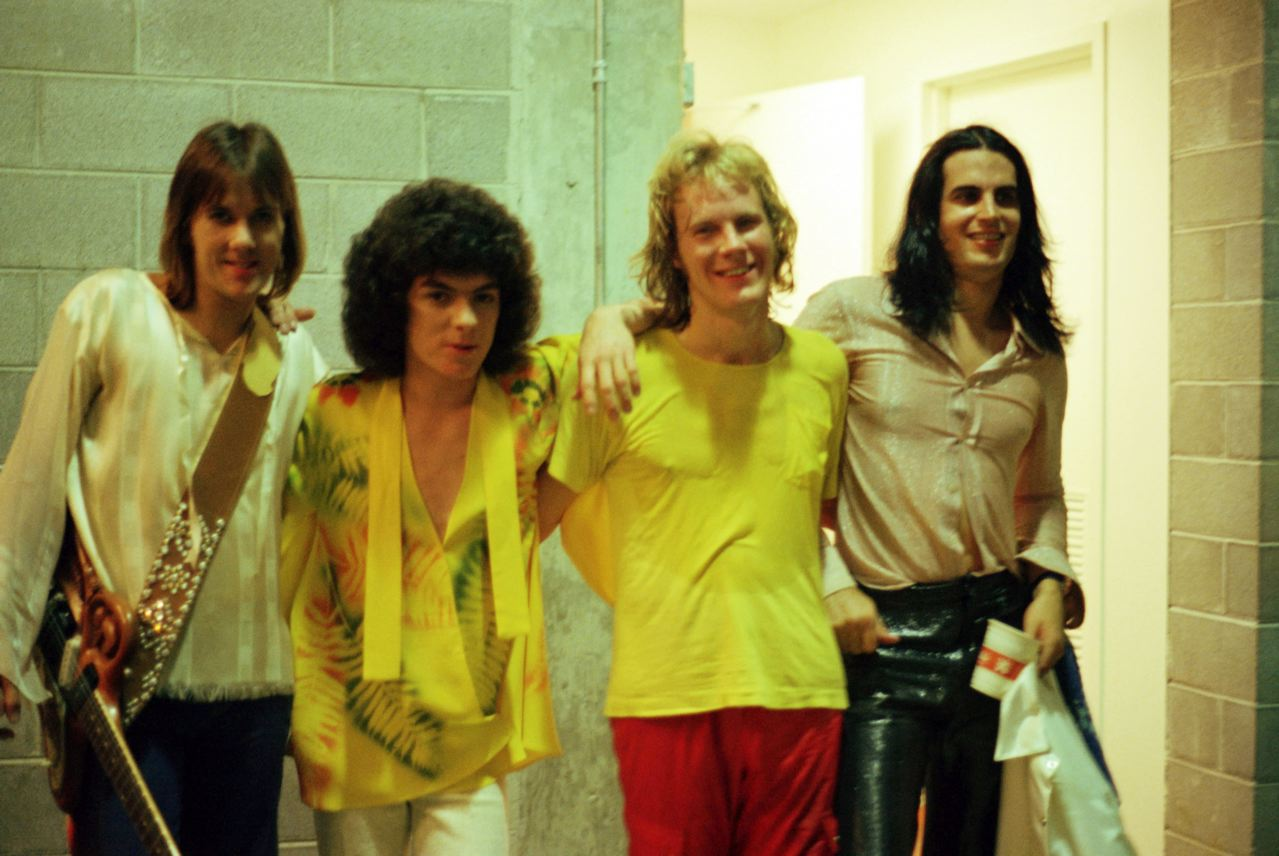
Ambrosia en coulisse dans les années 1970. De gauche à droite : David Pack, Joe Puerta, Burleigh Drummond, et Christopher North.

Ambrosia auditionne pour Herb Alpert et A&M Records, mais signe finalement avec 20th Century Fox Records, avec qui il publie deux albums. Le premier album, Ambrosia, produit par Freddie Piro, est publié en février 1975. Il atteint le Top 20 avec le single Holdin' On to Yesterday et le hit mineur Nice, Nice, Very Nice. L'album est nommé pour un Grammy Award. Alan Parsons est l'ingénieur-son de leur premier album, et le producteur pour le deuxième. Les autres membres d'Ambrosia  jouaient sur l'album d'Alan Parsons, Tales of Mystery and Imagination, qui est enregistré après le premier album d'Ambrosia.
Après une longue tournée, le groupe revient en septembre 1976 avec Somewhere I've Never Travelled. L'album comprend le single Can't Let a Woman. Somewhere I've Never Travelled est nommé d'un Grammy et permet au groupe de signer au label Warner Bros. Records. En 1976 toujours, le groupe reprend le morceau Magical Mystery Tour des Beatles pour le documentaire All this and World War II (novembre 1976). Leur version de Magical Mystery Tour atteint le Top 40 hit et sera, depuis, joué dans de nombreux concerts. En août 1978 Life Beyond L.A. est publié. Il présente désormais un style plus agressif de jazz/RnB.
L'année 1978 marque leur succès avec la sortie du single How Much I Feel, issu de l'album, qui atteint la troisième de place Billboard Hot 100.  Warner Bros. en fait la promotion sur radio. Les longues tournées avec Fleetwood Mac, Heart, et les Doobie Brothers, en plus de concerts en têtes d'affiche, solidifient la réputation d'Ambrosia sur scène. Pour les tournées 1978, North revient et le groupe recrute un second claviériste, David C. Lewis, et le chanteur Royce Jones.

### Années 1980–1990
En avril 1980, Warner Bros. publie One Eighty, qui produira deux hits cette année. Le morceau Biggest Part of Me atteint pendant une trois semaines au Billboard Hot 100 et atteint les charts soul (35e place). Le second, un autre hit blue-eyed soul, You're the Only Woman (You and I) atteint la 33e place du Billboard Hot 100. One Eighty est nommé à trois reprises d'un Grammy.
Le titre de l'album One Eighty semblerait prévenir d'un virage musical à 180 degrés. Également en 1980, le groupe participe avec le morceau Outside au film Inside Moves et avec Feels So Good to Win au film Coast to Coast plus tard la même année. L'année suivante, en 1981, Poor Rich Boy devient la bande originale du film Arthur. En 1982, David C. Lewis part brièvement pendant les tournées pour remplacer Bruce Hornsby. La même année, Ambrosia publie son cinquième et dernier album, Road Island en mai, avec l'aide de Freddie Piro. Même s'il s'agit d'un petit succès, engendré par le single How Can You Love Me, l'album est un échec commercial. Le groupe se sépare peu de temps après.
En 1989, Ambrosia se réunit et joue sur la côte ouest américaine. Ils ajoutent dans leurs rangs Tollak Ollestad (chant, claviers, harmonica) et Shem von Schroeck (chant, percussion, basse, guitare). En 1995, le groupe décide de tourner chaque année. Pack ne peut remplir sa mission et est remplacé par le guitariste John DeFaria. Bernie Chiaravalle joue durant l'été 1997, et Mike Keneally joue en 1998 et 2000 les concerts que pouvait honorer Pack. Brian Stiemke remplace Burleigh Drummond, malade, pour quelques concerts en 1997. En mai 1997, Warner Bros. sort un best-of d'Ambrosia intitulé Anthology.

### Années 2000–2010

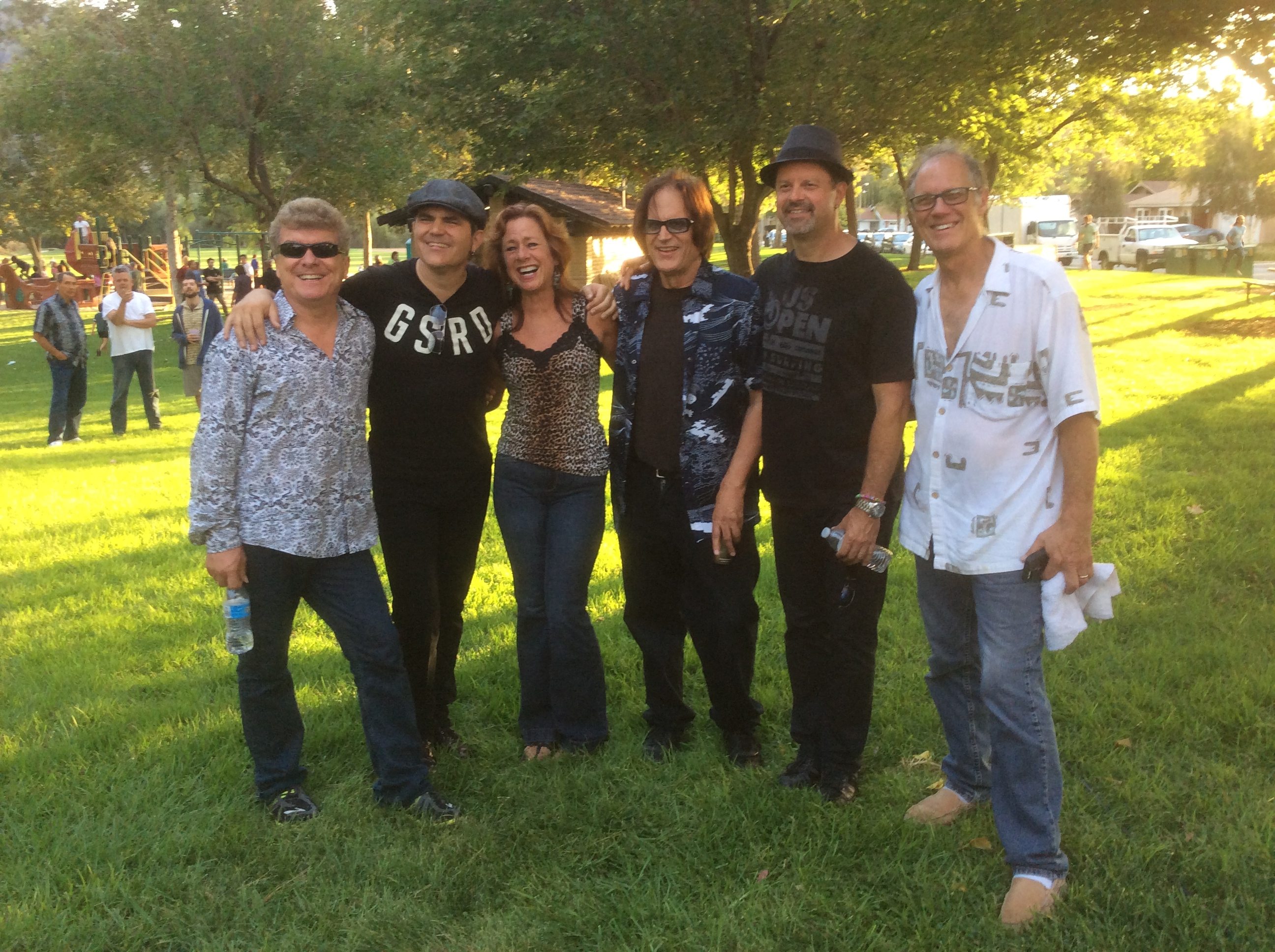
Ambrosia en 2014. De gauche à droite : Puerta, Ken Stacey, Mary Harris, Christopher North, Doug Jackson, et Burleigh Drummond.

Le groupe lance sa tournée spéciale 30 ans, en 2000. L'année d'avant, le groupe annonce le départ de Pack et son remplacement par Doug Jackson, qui le remplaçait déjà par le passé. Le dernier concert avec Pack s'effectue le 4 novembre 2000 à Chandler, en Arizona. Jackson participe aux concerts de 2001, sauf à celui de Stone Mountain Park en Géorgie, le 25 août.
De 2004 et 2005, le groupe comprend à la guitare et au chant Robert Berry qui, en 1988, avait formé le groupe 3, avec deux anciens membres du célèbre groupe britannique de rock progressif Emerson, Lake and Palmer, Keith Emerson aux claviers et Carl Palmer à la batterie : le trio avait publié son unique album studio, To the Power of Three la même année.
En 2010, Rick Cowling (anciennement avec Kenny Loggins) est recruté au chant et claviers. Le 2 mai 2011, le groupe apparait à l'émission Late Night with Jimmy Fallon. Depuis 2012, l'épouse de Burleigh Drummond, Mary Harris, après avoir joué quelques concerts en 2000, devient membre permanent. Ken Stacey les rejoint en 2014 après le départ de Cowlin.

## Style musical
Le groupe interprète une musique teintée de rock progressif, de rock symphonique et de rock californien. Les membres d'Ambrosia ne jouent pas moins de soixante-douze instruments différents[réf. nécessaire]. 
Les plus grands succès du groupe sont les titres How Much I Feel (1978) et Biggest Part of Me (1980) qui sont numéro 3 aux États-Unis.

## Membres

### Membres actuels
- Joe Puerta - chant, guitare, basse (1970–1982, depuis 1989)
- Burleigh Drummond - batterie, percussions, chant, basson (1970–1982, depuis 1989)
- Christopher North - claviers, chœurs (1970–1977, 1978–1982, depuis 1989)
- Doug Jackson - guitare, chœurs (depuis 2001)
- Mary Harris - claviers, chœurs (depuis 2012)
- Ken Stacey - chant, percussions, guitare (2005–2009, depuis 2014)

### Anciens membres
- David Pack - chant, guitare, claviers (1970–1982, 1989–2001)
- David C. Lewis - claviers (1978–1982)
- Royce Jones - chant, percussions (1978–1982)
- Bruce Hornsby - claviers, chœurs (1982)
- Cliff Woolley - guitare (1980)
- Tollak Ollestad - chant, claviers, harmonica (1989–2004)
- Shem Von Shroeck - chant, percussions, guitare, basse (1989–2003)
- Robert Berry - chant, guitare (2004–2005)
- Rick Cowling - chant, claviers, guitare (2010–2013)

## Discographie

### Albums studio
- 1975 : Ambrosia
- 1976 : Somewhere I've Never Travelled
- 1978 : Life Beyond L.A.
- 1980 : One Eighty
- 1982 : Road Island

### Compilations
- 1997 : Anthology
- 2002 : The Essentials
- 2004 : How Much I Feel and Other Hits

### Album live
- 2002 : Live at The Galaxy

### Divers
- Leur titre Poor Rich Boy est l'introduction musicale de l'épisode de la série TV Columbo Criminologie Appliquée